# Dolomiti di Brenta (FFH-Gebiet)
Das FFH-Gebiet Dolomiti di Brenta ist ein NATURA-2000-Schutzgebiet in der italienischen Provinz Trient. Das über 311 km² große Schutzgebiet umfasst die Brentagruppe westlich von Trient. Das FFH-Gebiet ist seit 2010 ausgewiesen und überschneidet sich in Teilen mit dem 1967 eingerichteten und 620 km² großen Naturpark Adamello-Brenta und mit dem 2007 eingerichteten Europäischen Vogelschutzgebiet Brenta. Der südliche Bereich ist Kernzone des 2015 eingerichteten UNESCO-Biosphärenreservat Ledroalpen und Judikarien. Das Schutzgebiet ist zudem Teil des UNESCO-Welterbe Dolomiten und des Adamello-Brenta UNESCO Global Geopark.

## Bedeutung
Das Schutzgebiet weist eine artenreiche endemische Flora und eine differenzierte Vegetation in den einzelnen Tälern auf. Es ist aufgrund der Präsenz und der Reproduktion von vom Aussterben bedrohter Tierarten, glazialer Relikte und nur in den Alpen vorkommender Spezies nicht nur von lokalem, sondern auch von nationalem Interesse. Zur Bedeutung tragen auch alte in ihrer Natürlichkeit erhaltene Laubwälder und Wasserläufe von hoher biologischer Qualität bei, die das Habitat von zahlreichen Arten von gemeinschaftlichem Interesse sind. Eine besondere Erwähnung verdienen wegen ihrer Natürlichkeit der Tovelsee und der Bereich der Flavona-Alm.

## FFH-Lebensraumtypen
Im FFH-Gebiet Dolomiti di Brenta sind nach Anhang I der FFH-Richtlinie 35 schützenswerte Lebensraumtypen verzeichnet. Die flächenmäßig zehn größten sind:
- Kalkfelsen mit Felsspaltenvegetation
- Alpine und subalpine Kalkrasen
- Waldmeister-Buchenwald (Asperulo-Fagetum) (incl. Waldgersten-Buchenwald)
- Kalk- und Kalkschieferschutthalden der montanen bis alpinen Stufe (Thlaspietea rotundifolii)
- Buschvegetation mit Pinus mugo und Rhododendron hirsutum (Mugo-Rhododendretum hirsuti)
- Montane bis alpine bodensaure Fichtenwälder (Vaccinio-Piceetea)
- Mitteleuropäischer Orchideen-Kalk-Buchenwald (Cephalanthero-Fagion)
- Alpiner Lärchen- und/oder Arvenwald
- Alpine und boreale Heiden
- Artenreiche montane Borstgrasrasen (und submontan auf dem europäischen Festland) auf Silikatböden

## Arten

### Besonders schützenswerte Arten

#### Vögel
Das Schutzgebiet weist zahlreiche Vogelarten auf, darunter auch einige die gemäß Anhang I der EU-Vogelschutzrichtlinie besonders geschützt sind, weil deren Bestand stark gefährdet ist oder sie nur in einem sehr begrenzten Bereich wie in den Alpen vorkommen. Folgende Arten, die im Anhang I der Vogelschutzrichtlinie der EU gelistet sind, sind im FFH-Gebiet Dolomiti di Brenta anzutreffen. Einige Arten rasten oder überwintern nur in dem Schutzgebiet. Die mit einem (b) gekennzeichneten Arten brüten hier:
| - Alpenschneehuhn - Auerhuhn - Bartgeier - Birkhuhn | - Buntspecht - Grauspecht - Habicht - Haselhuhn | - Neuntöter (b) - Raufußkauz - Sperlingskauz - Steinadler | - Steinhuhn - Schwarzmilan (b) - Schwarzspecht - Uhu | - Waldohreule - Wanderfalke - Wespenbussard (b) - Ziegenmelker |

#### Arten von gemeinschaftlichem Interesse
Des Weiteren kommen folgende Arten vor, die gemäß Anhang II oder Anhang IV der FFH-Richtlinie als von gemeinschaftlichem Interesse gelistet:

##### Säugetiere
- Braunbär
- Große Hufeisennase
- Kleine Hufeisennase

##### Fische
- Forelle

##### Insekten
| - Quendel-Ameisenbläuling - Roter Apollo | - Russischer Bär - Schwarzer Apollo |

##### Krebstiere
- Dohlenkrebs

##### Reptilien
- Äskulapnatter
- Gelbgrüne Zornnatter

#### Flora
Unter den Pflanzen sind gemäß Anhang II der FFH-Richtlinie folgende Arten als besonders schützenswert verzeichnet:
| - Gelber Frauenschuh - Grünes Gabelzahnmoos |

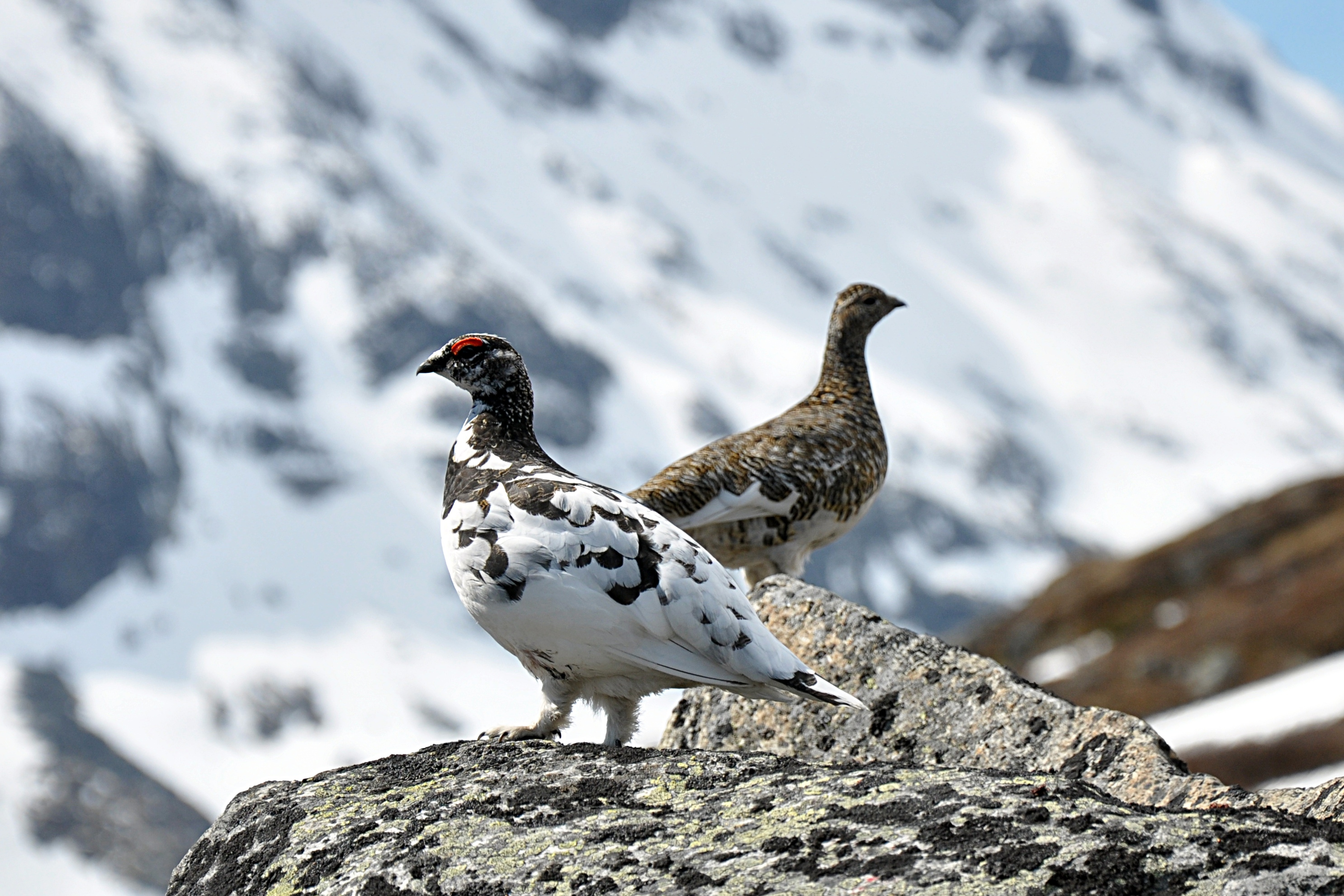
Alpenschneehuhn
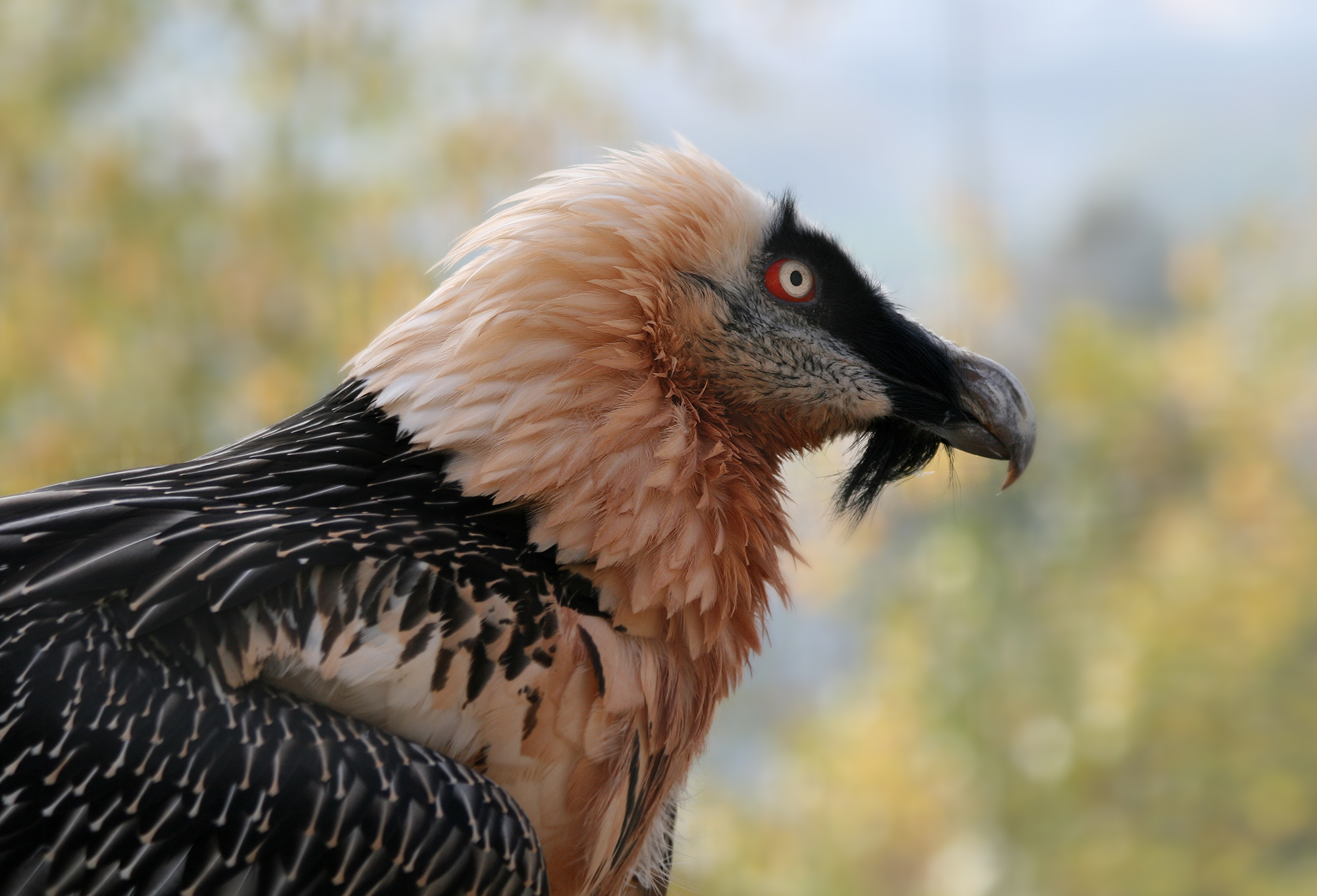
Bartgeier
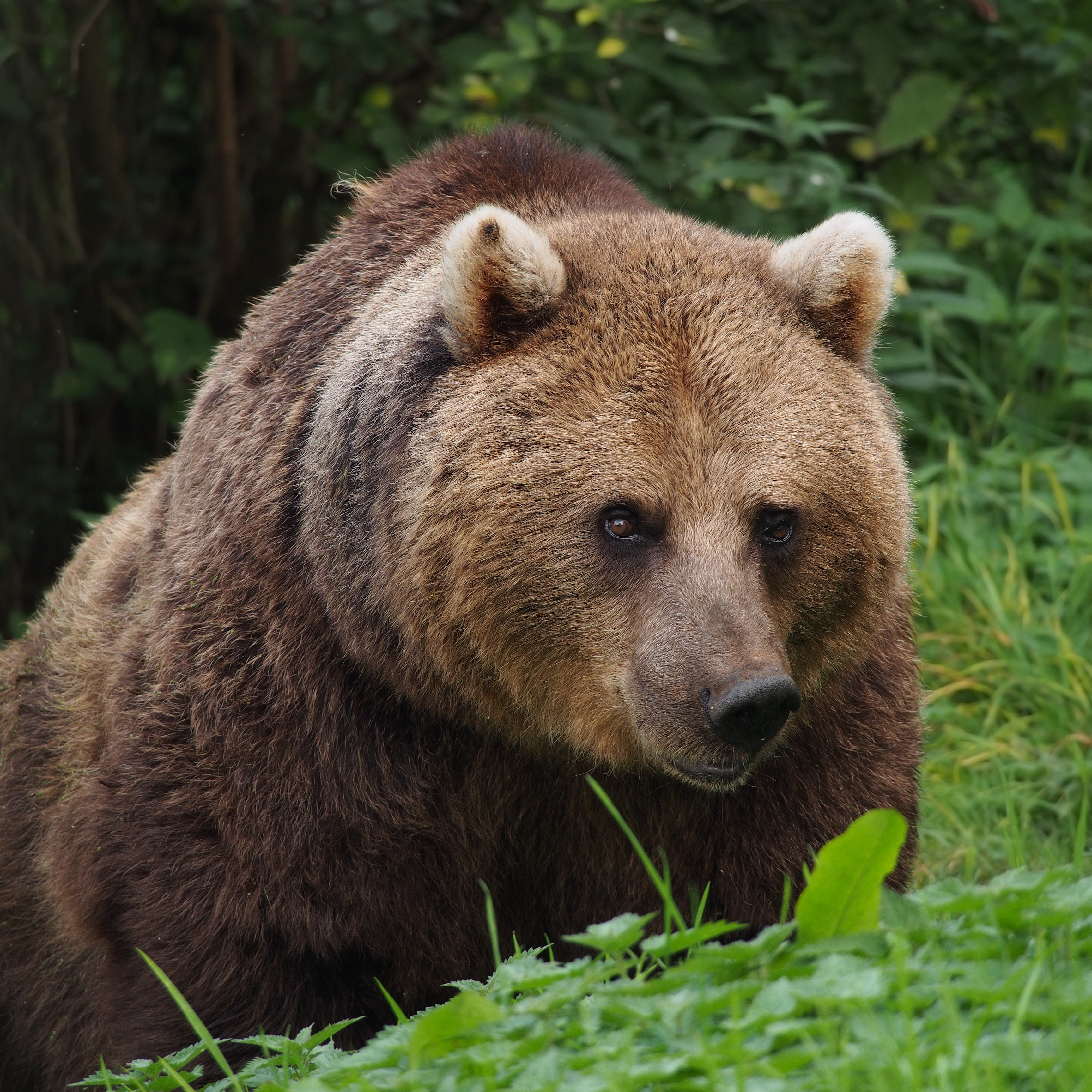
Braunbär
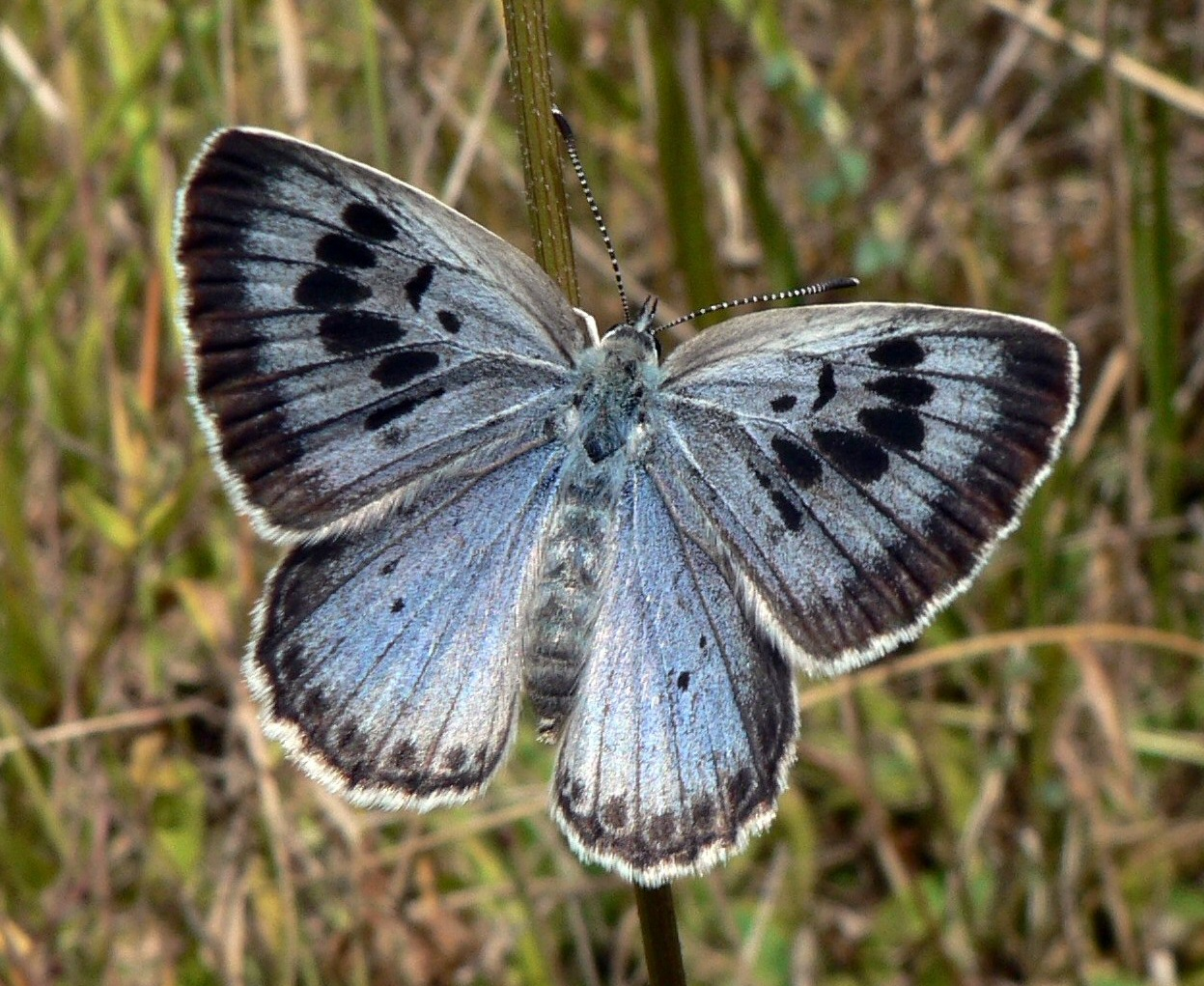
Quendel-Ameisenbläuling
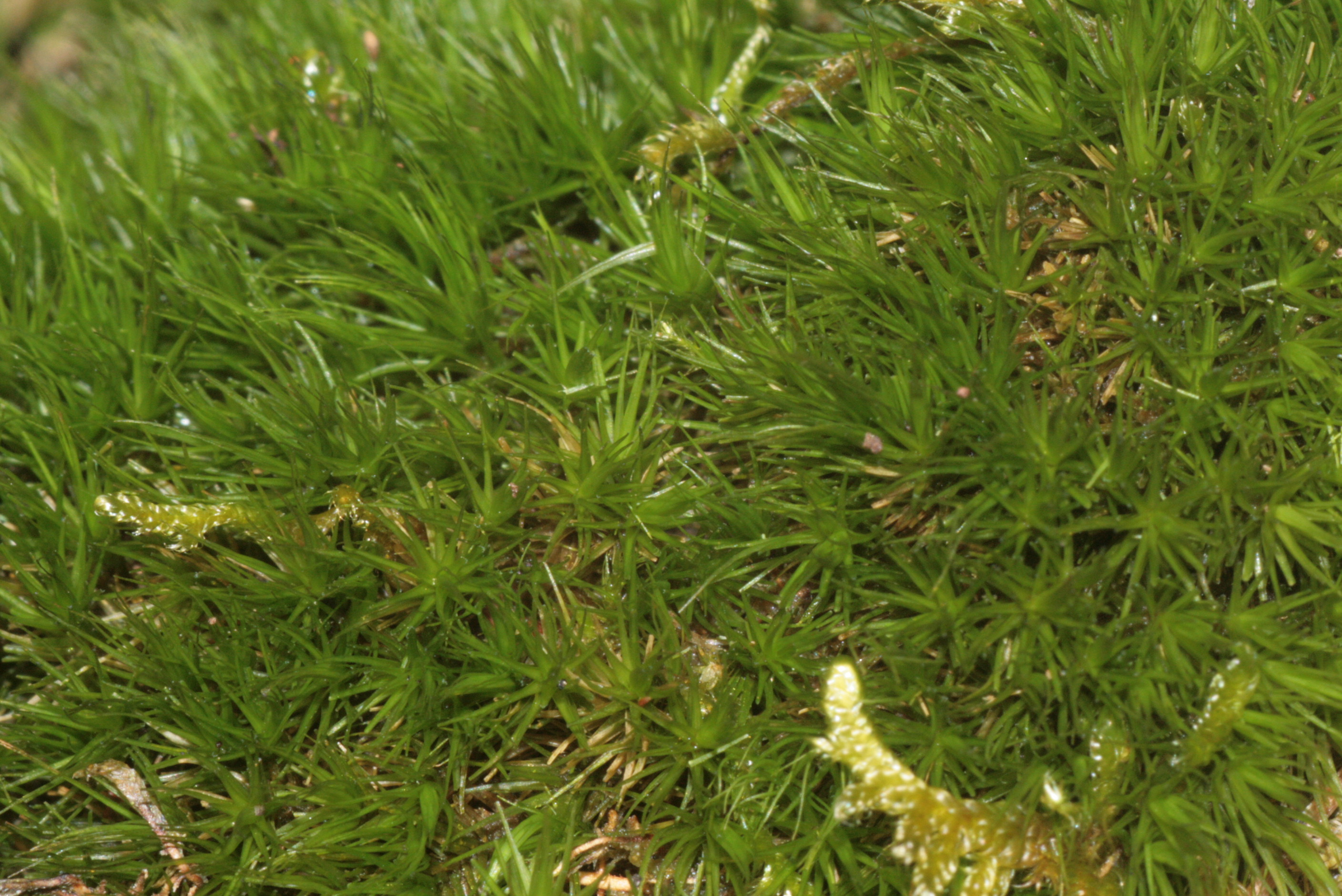
Grünes Gabelzahnmoos

### Weitere vorkommende Arten
Des Weiteren kommen folgende Arten vor, die zum Teil nach der Berner Konvention (Anhang II), der Bonner Konvention (Anhang II), dem Washingtoner Artenschutzübereinkommen, dem Abkommen zur Erhaltung der afrikanisch-eurasischen wandernden Wasservögel geschützt sind und/oder auf der nationalen roten Liste gefährdeter Arten stehen.

#### Vögel
Die mit einem (b) gekennzeichneten Arten brüten hier:
| - Alpensegler (b) - Baumpieper (b) - Berglaubsänger (b) - Bluthänfling (b) | - Braunkehlchen (b) - Feldlerche (b) - Gartengrasmücke (b) - Gartenrotschwanz (b) | - Goldammer (b) - Grünspecht\| - Klappergrasmücke (b) - Mäusebussard (b) | - Mehlschwalbe (b) - Ringdrossel - Schneefink - Sperber (b) | - Steinrötel (b) - Steinschmätzer (b) - Tannenhäher - Turmfalke | - Wachtel (b) - Waldkauz - Wasseramsel (b) - Wasserpieper (b) | - Wiedehopf (b) - Zitronengirlitz (b) - Zwergohreule (b) |

#### Säugetiere
| - Alpenfledermaus - Alpenmurmeltier - Alpenspitzmaus - Baummarder | - Braunbrustigel - Braunes Langohr - Eurasisches Eichhörnchen - Europäischer Dachs | - Gartenschläfer - Haselmaus - Hermelin - Kleine Bartfledermaus | - Mauswiesel - Nordfledermaus - Reh - Rothirsch | - Siebenschläfer - Steinmarder - Waldspitzmaus | - Wasserspitzmaus - Zwergfledermaus - Zwergspitzmaus |

#### Amphibien
- Erdkröte
- Feuersalamander
- Grasfrosch

#### Reptilien
| - Aspisviper - Blindschleiche - Kreuzotter - Mauereidechse | - Ringelnatter - Schlingnatter - Waldeidechse - Westliche Smaragdeidechse |

#### Fische
- Bachschmerle
- Elritze
- Wandersaibling

#### Pflanzen
| - Alpen-Edelweiß - Armblütige Segge - Berchtolds Zwerg-Laichkraut - Blattloser Widerbart - Brand-Knabenkraut - Braunrote Stendelwurz | - Breitblättrige Stendelwurz - Dreizähniges Knabenkraut - Echte Bärentraube - Eichenfarn - Erysimum aurantiacum Unterart der Schöteriche - Europäisches Alpenveilchen | - Fliegen-Ragwurz - Fuchs’ Knabenkraut - Gelber Enzian - Gewöhnliches Kohlröschen - Großes Zweiblatt - Grüne Hohlzunge | - Grünliche Waldhyazinthe - Helm-Knabenkraut - Holunder-Knabenkraut - Kleines Zweiblatt - Korallenwurz - Kriechendes Netzblatt | - Langblättriges Waldvöglein - Lockerblütiges Rispengras - Moosglöckchen - Mücken-Händelwurz - Müllers Stendelwurz - Pracht-Primel | - Pyramiden-Hundswurz - Rosa Kugelorchis - Rotes Kohlröschen - Rotes Waldvöglein - Ruprechtsfarn - Schopfteufelskralle | - Schwarzes Kohlröschen - Spitzels Knabenkraut - Sumpf-Stendelwurz - Violetter Dingel - Vogel-Nestwurz - Weiße Höswurz | - Weißes Waldvöglein - Wohlriechende Händelwurz - Zweiblättrige Waldhyazinthe - Zwergstendel |

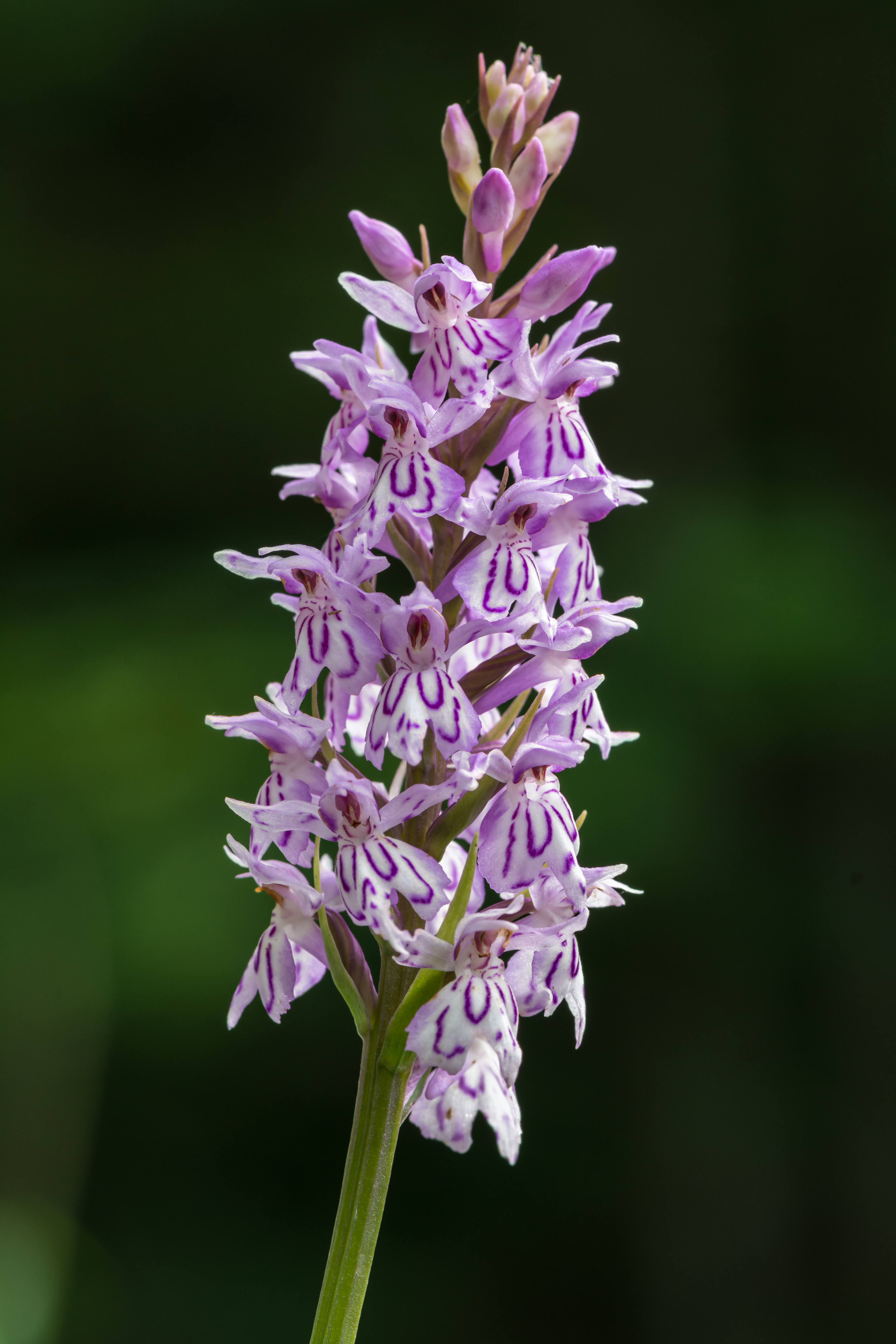
Fuchs’ Knaben-kraut
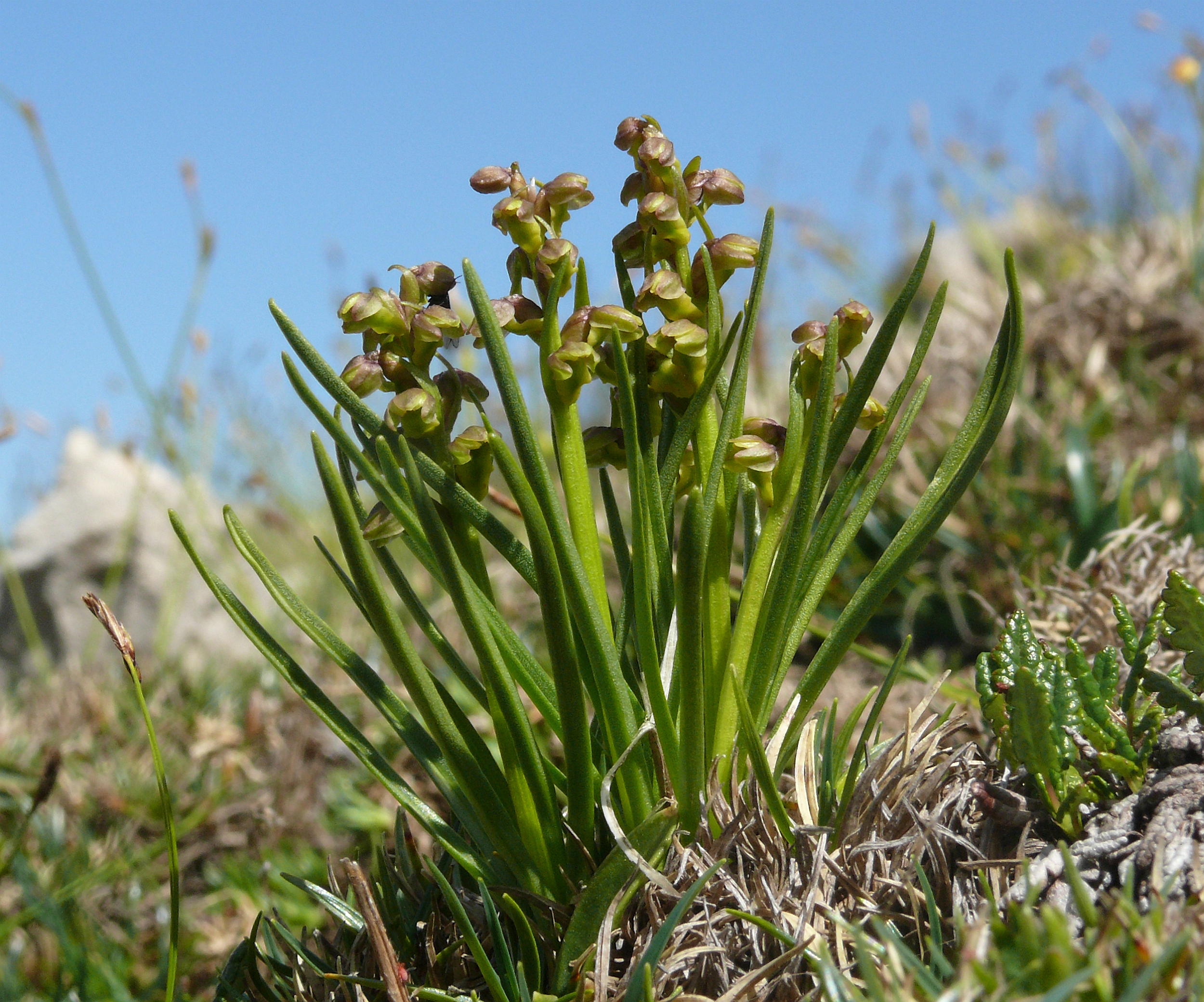
Zwergstendel
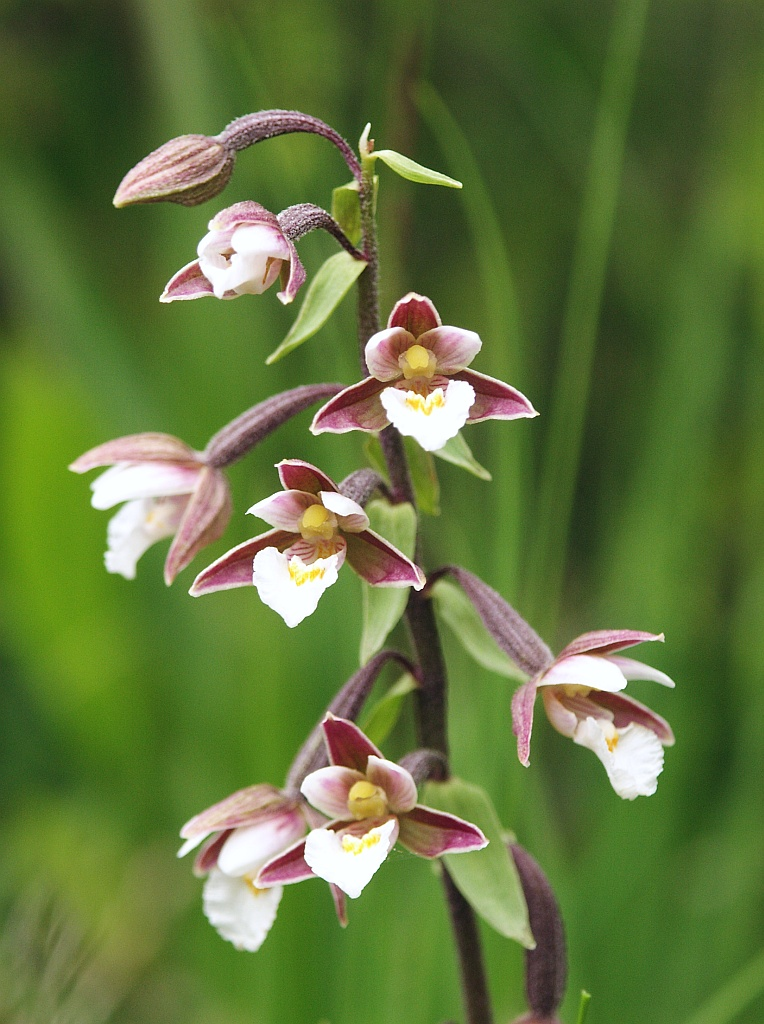
Sumpf-Stendelwurz
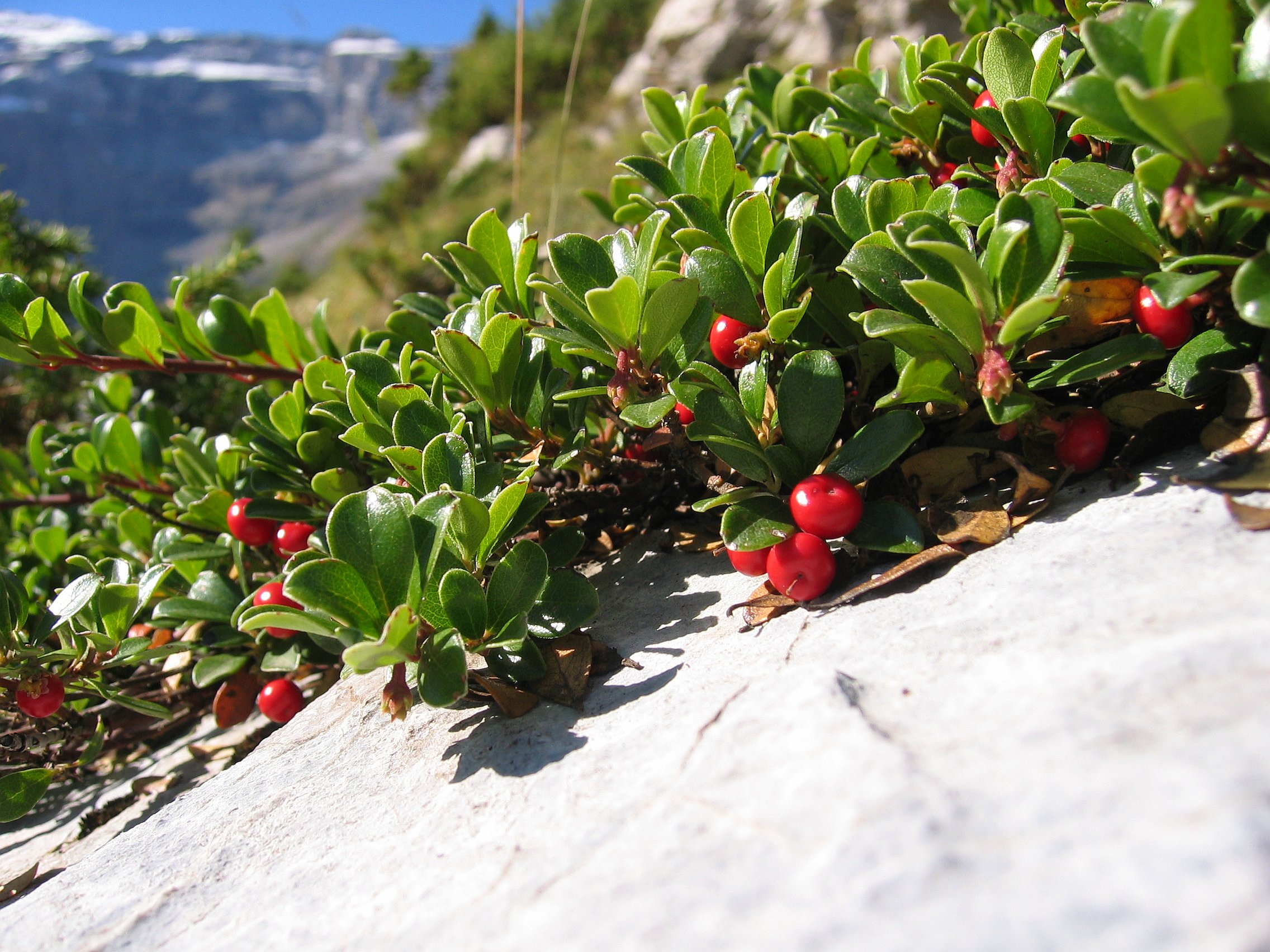
Echte Bärentraube
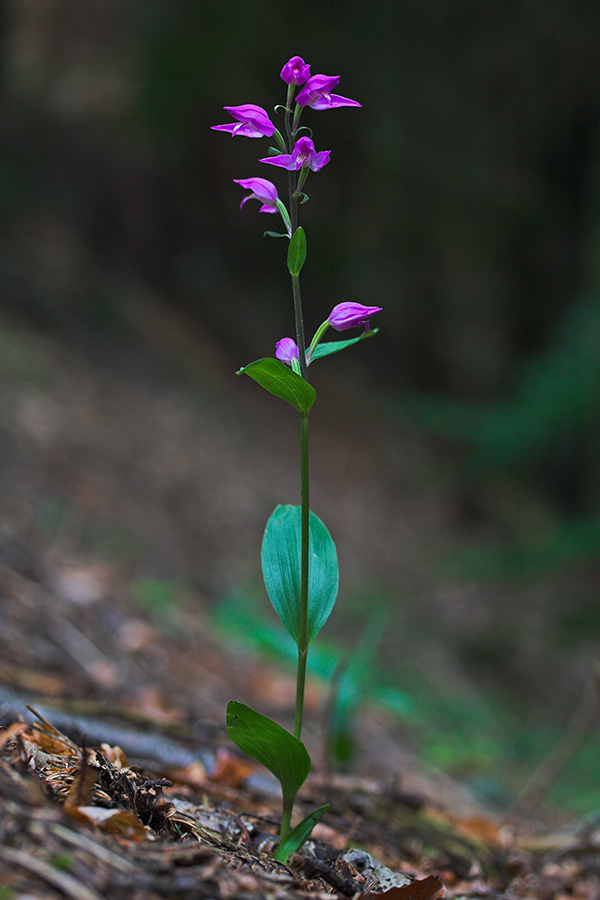
Rotes Waldvöglein
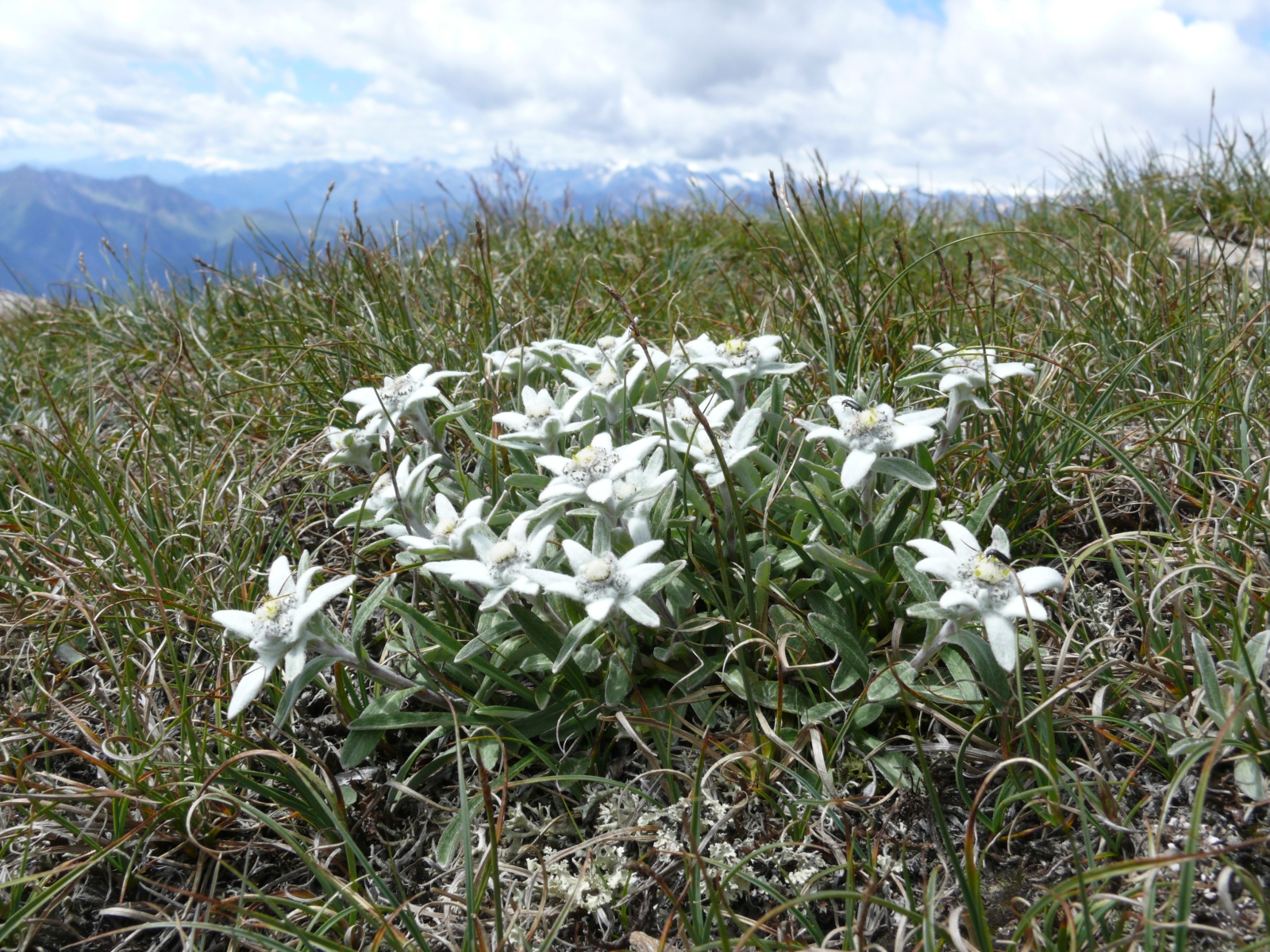
Alpen-Edelweiß

## Gefährdung und Schutzmaßnahmen
Mit Ausnahme von einigen urbanisierten Bereichen ist der natürliche Erhaltungszustand in den Hochlagen optimal. Als bedeutendste Gefährdungspotentiale werden vom zuständigen Amt der Provinz Trient anthropogene Faktoren aufgezählt, wie die landwirtschaftliche Nutzung in den Randgebieten des Schutzgebietes, vor allem durch den Einsatz von Düngemitteln. Negativ wirkt sich auch die natürliche Verbuschung der Rasenflächen aufgrund nicht betriebener Beweidung aus, die den Lebensraum zahlreicher Pflanzenarten bedrohen. Eine Bedrohung wird ebenso in der Sukzession gesehen, die zu einer Veränderung der Artenzusammensetzung führen kann.